# Vladimir Arutyunian
Vladimir Arutyunian (tiếng Gruzia: ვლადიმერ არუთინიანი; tiếng Armenia: Վլադիմիր Հարությունյան; sinh ngày 12 tháng 3 năm 1978) là một công dân Gruzia, người nổi tiếng vì tiến hành một vụ khủng bố bằng lựu đạn cầm tay nhằm ám sát Tổng thống Hoa Kỳ George W. Bush và Tổng thống Gruzia Mikheil Saakashvili vào ngày 10 tháng 5 năm 2005. Nỗ lực thất bại khi quả lựu đạn không phát nổ. Arutyunian bị bắt và lĩnh án chung thân.

## Lý lịch
Vladimir Arutyunian xuất thân là một công dân Gruzia thuộc dân tộc Armenia, sinh ngày 12 tháng 3 năm 1978 tại Tbilisi, Cộng hòa Xã hội chủ nghĩa Xô viết Gruzia. Arutyunian mất cha từ khi còn nhỏ và sống với mẹ, một người bán hàng rong ở chợ đường phố địa phương. Họ sống ở một trong những vùng ngoại ô nghèo nhất của thành phố Tbilisi. Sau khi hoàn thành giáo dục trung học, anh không có nghề nghiệp ổn định.
Aruryunian gia nhập đảng Liên minh Dân chủ Hồi sinh do Aslan Abashidze lãnh đạo vào tháng 1 năm 2004, nhưng ngay sau đó đã rời khỏi hàng ngũ của tổ chức này. Cùng thời điểm đó, Mikheil Saakashvili cũng trở thành tổng thống Georgia. Saakashvili và nhóm của ông được coi là thân Mỹ, trong khi Abashidze và đảng của ông được coi là thân Nga. Cuộc khủng hoảng kết thúc vào cuối năm 2004 mà không có đổ máu.

## Nỗ lực ám sát

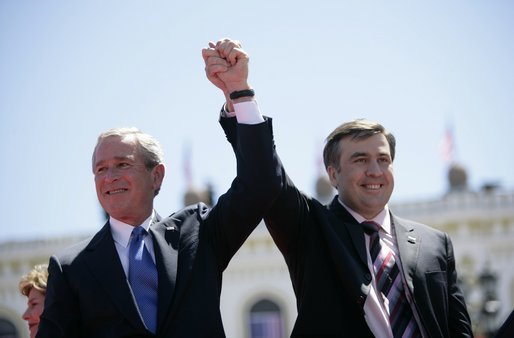
Tổng thống George W. Bush (trái) của Hoa Kỳ và Mikheil Saakashvili của Georgia (phải) tại Tbilisi vào ngày 10 tháng 5 năm 2005

Vào ngày 10 tháng 5 năm 2005, Arutyunian đợi cho Tổng thống Hoa Kỳ George W. Bush và Tổng thống Gruzia Mikheil Saakashvili phát biểu tại Quảng trường Tự do trung tâm của thành phố Tbilisi. Khi Bush bắt đầu phát biểu, Arutyunian đã ném một quả lựu đạn cầm tay RGD-5 do Liên Xô sản xuất, bọc trong một chiếc khăn tay màu đỏ, về phía bục nơi Bush đứng khi ông nói với đám đông. Lựu đạn rơi cách bục nói chuyện 18,6 mét, gần nơi Saakashvili và vợ cùng Đệ nhất phu nhân Laura Bush và các quan chức khác đang ngồi.
Lựu đạn không phát nổ. Mặc dù các báo cáo ban đầu chỉ ra rằng đó chỉ là một quả lựu đạn lép, nhưng cuộc điều tra sau đó kết luận đó là quả lựu đạn thật và may mắn là nó không phát nổ. Sau khi Arutyunian rút chốt và ném lựu đạn, nó rơi trúng vào một cô gái, khiến lực tác động bị yếu đi. Chiếc khăn tay màu đỏ vẫn quấn quanh quả lựu đạn, ngăn cản chốt lựu đạn bị bung ra. Một sĩ quan an ninh Gruzia đã nhanh chóng có mặt xử lý quả lựu đạn. Arutyunian cũng kịp trốn thoát ngay sau đó.
Arutyunian sau đó nói rằng anh đã ném lựu đạn "cao hơn đầu người" để "mảnh bom khi phát nổ sẽ bay ra sau kính chống đạn". Bush và Saakashvili không hề biết gì về vụ việc cho đến khi người ta hiếu kì tụ tập lại.

## Cuộc điều tra
Vào ngày 18 tháng 7 năm 2005, Bộ trưởng Nội vụ Georgia Vano Merabishvili đã đưa ra những bức ảnh của một nghi phạm không xác định và treo thưởng 150.000 lari (80.000 USD) cho thông tin liên quan đến nhận dạng nghi phạm.
Theo yêu cầu của chính phủ Gruzia, Cục Điều tra Liên bang Hoa Kỳ (FBI) bắt đầu điều tra về vụ việc. Để phục vụ cho quá trình điều tra, FBI huy động nhiều nhân lực bổ sung đang đóng tại Budapest cũng như các chuyên gia từ (tiếng Anh) và từ văn phòng Washington, D.C. Họ thu thập ảnh chụp và các đoạn video tin tức thu được từ sự kiện hôm đó. Trong một bức ảnh đám đông, họ phát hiện một người đàn ông cầm máy ảnh chụp khu vực xảy ra vụ ám sát bất thành. Nhân viên FBI liên lạc với ông và từ những bức ảnh của ông, FBI nhanh chóng khoanh vùng được nghi phạm.

## Bắt giữ
Vào ngày 20 tháng 7 năm 2005, theo một chỉ dẫn từ đường dây nóng, cảnh sát đột kích vào nhà của Arutyunian, nơi anh sống với mẹ. Trong cuộc đấu súng sau đó, Arutyunian bắn hạ người đứng đầu bộ phận phản gián của Bộ Nội vụ, ông Zurab Kvlividze, rồi tẩu thoát vào rừng ở làng Vashlijvari, ngoại ô thành phố Tbilisi. Sau khi bị thương ở chân, anh bị đơn vị chống khủng bố bắt.
Mẫu DNA của Arutyunian khớp với mẫu DNA lấy được từ chiếc khăn tay. Cảnh sát Gruzia sau đó đã tìm thấy một phòng thí nghiệm hóa học cùng một kho chất nổ và các hoá chất khác mà Arutyunian thu gom và cất giấu trong căn hộ của anh: 20 lít (5,3 gal Mỹ) axit sulfuric, một số ngăn chứa đầy nhiệt kế thủy ngân, kính hiển vi và "các chất nguy hiểm đủ để thực hiện thêm nhiều hành vi khủng bố".

## Phiên tòa
—Arutyunian
 Sau khi bị bắt, TV chiếu cảnh Arutyunian thừa nhận từ giường bệnh của mình rằng anh ta là người ném lựu đạn. Anh ta nói rằng anh ta đã cố gắng ám sát cả hai tổng thống vì anh ta ghét chính phủ mới của Gruzia vì họ là "con rối" của Hoa Kỳ. Arutyunian nói thêm rằng anh không hối hận về những gì mình đã làm và chắc chắn sẽ thực hiện lại một lần nữa nếu có cơ hội.
Arutyunian ban đầu thừa nhận tội lỗi của mình khi bị bắt nhưng từ chối hợp tác trong phiên tòa. Anh ta không nhận tội, sau đó từ chối trả lời các câu hỏi trước tòa. Luật sư của anh là Elisabed Japaridze nói sau khi bị kết án và tuyên án rằng cô sẽ kháng cáo. "Tôi cho rằng mọi thứ còn lâu mới được chứng minh."  Cô trích dẫn thực tế là dấu vân tay của Arutyunian không được tìm thấy trên lựu đạn. Tuy nhiên, công tố viên Anzor Khvadagiani nói rằng quả lựu đạn được bọc trong vải giải thích lý do tại sao có ít dấu vân tay có thể phân biệt được để chứng minh DNA trên vật liệu tìm thấy ở tấm vải khớp với của Arutyunian.

## Án tù
Vào ngày 11 tháng 1 năm 2006, một tòa án Gruzia đã kết án Arutyunian tù chung thân vì âm mưu ám sát George Bush và Mikheil Saakashvili cũng như giết chết sĩ quan Kvlividze. Vào tháng 9 năm 2005, một bồi thẩm đoàn liên bang Hoa Kỳ cũng đã truy tố Arutyunian và yêu cầu dẫn độ nếu anh ta được thả ra. Arutyunian không đủ điều kiện để được tạm tha, và chỉ có thể được thả nếu được một tổng thống ân xá, nhưng điều đó hầu như không bao giờ xảy ra ở Georgia. Vào tháng 2 năm 2010, khi đang thụ án, Arutyunian đã chuyển từ Tông đồ Armenia sang Đạo Hồi.